# 美國總統顧問
美國總統顧問（英語：Counselor to the President）乃是美國總統身邊及美國總統行政辦公室高層的高級助理。
現任美國總統顧問為彼得·納瓦羅、阿麗娜·哈巴、史丹利·伍德沃德。

## 歷史
美國總統顧問一職首創於尼克遜執政時期，當時被視為地位近乎美國內閣中的成員直到1993年；在其執政時期，總共出現8位總統顧問，甚至出現同時有兩至三位總統顧問在任的狀況。
在杰拉尔德·福特執政時期，總統顧問一職長期由羅伯特·T·哈特曼和小約翰·O·馬什共同擔任。
在吉米·卡特執政時期，他並無任命總統顧問，使此職位出現了四年的空缺。特別的是，卡特亦未任命所有高級的白宮官員，如1977年至1979年間他並無任命白宮幕僚長，取而代之的是他傾向選用一些更小的顧問團為他提供意見。
在罗纳德·里根執政時期，埃德溫·米斯曾作為總統顧問並在白宮中形成巨大的影響力，當時他跟白宮幕僚長詹姆斯·贝克及白宮副幕僚長麥可·迪弗於白宮中並稱三頭馬車。在雷根的第二個任期，米斯被任命為美國司法部長，而總統顧問一職就此懸空了。
在老布希執政時期，前三年總統顧問一職同樣懸空了；直到1992年，他才委任剛辭任共和黨全國委員會主席的克萊頓·耶特擔任總統顧問。
在比尔·克林顿執政時期，總統顧問被任用於對公眾及媒體的溝通工作上，其中兩名總統顧問大衛·格根及保羅·貝加拉在離職後成為CNN的政治評論員。
在小布希執政時期，沿襲了前任政府賦予總統顧問的相關業務。

## 相近的職位
- 美国总统高级顾问
- 斯蒂芬·班農在擔任總統顧問時兼任白宮首席策略長（英语：White House Chief Strategist）一職，被賦予與白宮幕僚長共同決策的權限，並曾列席美國國安會。
- 伊万卡·特朗普在白宮工作時擔任另一種總統顧問（Advisor to the President），她強調自己不支薪，也非正式顧問。[2]